# Галкіна Наталя Іванівна
Наталія Іванівна Галкіна; (* 18 грудня 1985, Батайськ , Ростовська область, СРСР)), відома як Наташа Галкіна (англ. Natasha Galkina, — американська фотомодель, акторка і продюсерка російського походження. Посіла друге місце у восьмому сезоні шоу «Топ-модель по-американськи».

## Біографія

### Раннє життя
Наталія Галкіна народилася 18 грудня 1985 року в Батайську (Ростовська область, СРСР) в сім'ї оперного співака і поетеси.
У 6 років почала займатися балетом, мистецтвом, а також грати на фортепіано, співати і виступати в театрі. Вивчала акторську майстерність в Московському Художньому театрі і Нью-Йоркському університеті.
У 18 років Наташа виїхала з Батайска до Москви на заробітки, для вступу до університету. Там вона знайомиться з американцем Стюартом Хаглером, який через деякий час відвіз її в США.
Вільно говорить 4 мовами (російською, українською, іспанською та англійською).

### Топ-модель по-американськи
На кастингу 8 сезону Галкіна була викликана першою. Перші три тижні у неї були слабкі фото, однак з четвертого тижня вона вже перебувала в трійці найкращих. На останньому дефіле йшла подіумом дуже впевнено, проте наприкінці показу втратила впевненість. У підсумку вона посіла друге місце, поступившись перемогою Жаслін.

## Приватне життя
У 2004 році Наташа одружилася з на 22 роки старшим Стюартом Хаглером. У травні 2005 року народила дочку Анджеліну. Пара розлучилася в жовтні 2009 року.
Зараз Галкіна живе між Нью-Йорком і Лос-Анджелесом і бере участь у різних благодійних заходах.
Підтримала російське вторгнення в Україну у своєму Instagram. Пізніше пост був видалений.